# Austrian International 1980
Die Austrian International 1980 als offene internationale Meisterschaften von Österreich im Badminton fanden vom 24. bis zum 26. Mai 1980 in Bregenz statt.

## Finalergebnisse
| Disziplin    | Sieger                            | Finalist                         | Ergebnis            |
| ------------ | --------------------------------- | -------------------------------- | ------------------- |
| Herreneinzel | Helmut Streit                     | Hans Werner Niesner              | 18:14, 10:15, 15:9  |
| Dameneinzel  | Gudrun Ziebold                    | Renate Dietrich                  | 11:6, 11:0          |
| Herrendoppel | Harald Klauer Hans Werner Niesner | Johann Ratheyser Gerald Hofegger | 15:10, 11:15, 15:12 |
| Damendoppel  | Bożena Wojtkowska Maria Bahryj    | Gudrun Ziebold Christiane Russ   | 8:15, 15:9, 15:9    |
| Mixed        | Ernst Stingl Renate Dietrich      | Helmut Streit Birgit Schirm      | 15:9, 10:15, 15:9   |